# Float 〜空の彼方で〜
『Float 〜空の彼方で〜』（フロート そらのかなたで）は、近江知永の2作目のシングル。2005年11月23日にevolutionから発売された。

## 概要
- 表題曲「Float 〜空の彼方で〜」は、テレビアニメ『SoltyRei』のエンディングテーマとして使用された。
- 「Float 〜空の彼方で〜」は楽曲を手掛けた奥井雅美が、セルフカバーアルバム『Self Satisfaction』にてセルフカバーしている。

## 収録曲
1. Float 〜空の彼方で〜
作詞・作曲：奥井雅美 / 編曲：市川淳
テレビアニメ『SoltyRei』エンディングテーマ
2. Still Love
作詞・作曲：奥井雅美 / 編曲：上杉洋史
『アニメロミックス』テレビCMソング
3. Float 〜空の彼方で〜（instrumental）
4. Still Love（instrumental）